# La Escalona
La Escalona es una entidad de población perteneciente al municipio de Vilaflor de Chasna, en la isla de Tenerife –Canarias, España—.

## Características
Es el núcleo más meridional del municipio, situándose a 7,6 kilómetros del casco urbano de Vilaflor. Alcanza una altitud media de 1.400 m s. n. m. y cuenta con una superficie de 6,5 km², parte de la cual se halla incluida en el paisaje protegido de Ifonche.
El barrio cuenta con el Centro de Enseñanza Infantil y Primaria La Escalona, una iglesia dedicada a Santiago Apóstol y una ermita al Santo Hermano Pedro, un centro cultural, un polideportivo y un tanatorio municipal. También cuenta con plazas públicas, pequeños comercios y con un establecimiento hotelero (Hotel Rural El Nogal) y Casas Rurales.

## Historia
La zona de La Escalona se encuentra habitada desde el siglo xvi, surgiendo el caserío en torno al camino real que comunicaba Vilaflor con Arona y Adeje.
En la década de 1920 se acondiciona un salón como ermita en unas dependencias habilitadas a tales efectos en una de las casas propiedad de D. Diego Frías González, Pocos años más tarde surgió la idea de algunos vecinos de La Escalona erigir una ermita como primer recinto religioso construida en 1943. La imagen titular de dicha ermita, Santiago Apóstol, fue adquirida, por encargo de la comisión promotora, por Francisco Rodríguez Reverón y Dolores Frías Pomar, siendo colocada provisionalmente en la iglesia parroquial de Vilaflor hasta que, una vez finalizada la ermita, fue trasladada en procesión desde Vilaflor hasta la Escalona . Por lo que respecta a la más reciente ermita de Santiago Apóstol de La Escalona, sabemos que en el año 1982, y por iniciativa de los escaloneros José Reverón García y Manuel Fumero Mena (junto con un vecino de Buzanada de nombre Esteban), se planeó la edificación de una nueva ermita, de mayores dimensiones, junto a la carretera general que atraviesa La Escalona. Para ello, los referidos José Reverón y Manuel Fumero se convirtieron en los primeros y principales recolectores de donativos con destino a la construcción del nuevo templo de la Escalona. Asimismo, en un viaje que los citados realizaron a la República de Venezuela en 1982, recogieron, con la colaboración del abogado escalonero Julián Reverón García, más de 2.000.000 millones de pesetas de la época donados por la amplia comunidad chasnera asentada en esa república hispanoamericana. La nueva ermita de Santiago Apóstol fue inaugurada en 1985. [...] en su interior se conservan, además del titular Santiago Apóstol, una imagen de Nuestra Señora del Pilar y otra de un Cristo. La Campana de la ermita fue traída expresamente desde Sevilla. Por su parte, la primera escuela pública data de la década de 1930.
En 1939 varios vecinos construyen un pequeño nicho dedicado al Hermano Pedro en el paraje de La Zarza, lugar próximo a la supuesta casa natal del santo. En 1985 los vecinos de la zona construyen junto al nicho una ermita dedicada al entonces beato y a Nuestra Señora de Belén.

## Demografía
| Año        | 2000 | 2001 | 2002 | 2003 | 2004 | 2005 | 2006 | 2007 | 2008 | 2009 | 2010 | 2011 | 2012 | 2013 | 2014 | 2015 | 2016 | 2017 | 2018 | 2019 | 2020 | 2021 |
| ---------- | ---- | ---- | ---- | ---- | ---- | ---- | ---- | ---- | ---- | ---- | ---- | ---- | ---- | ---- | ---- | ---- | ---- | ---- | ---- | ---- | ---- | ---- |
| Habitantes | 508  | 535  | 573  | 567  | 596  | 589  | 591  | 596  | 577  | 590  | 604  | 601  | 598  | 608  | 565  | 570  | 546  | 547  | 566  | 576  | 607  | 673  |

## Fiestas
La localidad celebra sus fiestas patronales en honor a Santiago Apóstol en el mes de julio, realizándose también una función religiosa en honor de Santa Ana.
El barrio celebra además la festividad de Nuestra Señora del Pilar el 12 de octubre.

## Comunicaciones

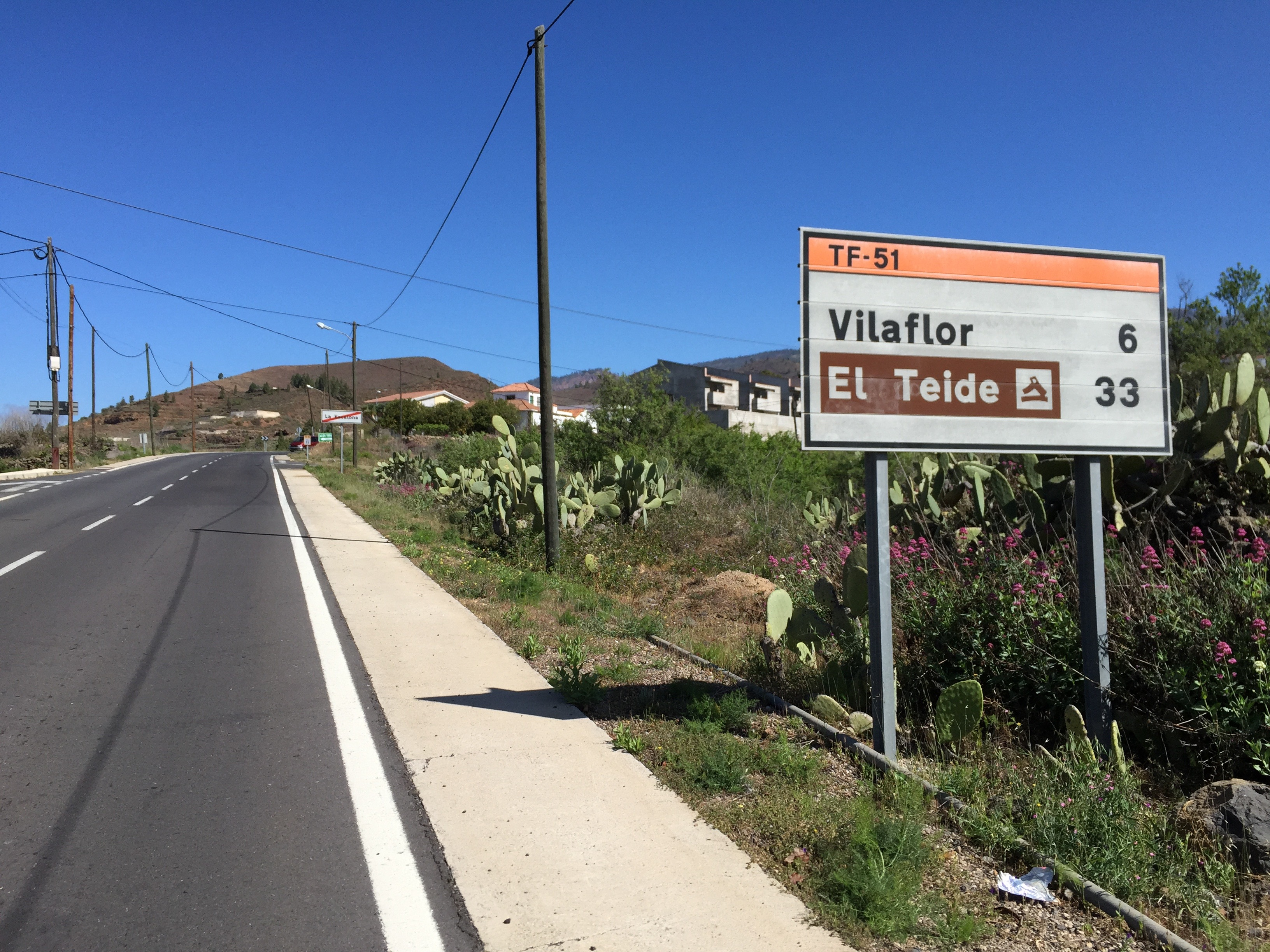
Carretera de La Montaña TF-51 a su paso por La Escalona.

Se accede a la localidad principalmente por la carretera de La Montaña TF-51 o por la Carretera General de La Escalona TF-565.

### Transporte público
La Escalona queda conectada en autobús —guagua— mediante las siguientes líneas de Parada 7949 TITSA:
| Línea | Trayecto                                                          | Recorrido                                                          |
| ----- | ----------------------------------------------------------------- | ------------------------------------------------------------------ |
| 342   | Costa Adeje - Las Cañadas del Teide - El Portillo                 | Horario/Línea                                                      |
| 474   | Granadilla de Abona - La Escalona "fuera de servicio"             | Horario/Línea Archivado el 1 de agosto de 2016 en Wayback Machine. |
| 482   | Los Cristianos - Vilaflor (por Arona)                             | Horario/Línea                                                      |
| 419   | Vilaflor de Chasna - La Escalona - IES Granadilla (07:00 - 13:40) | Horario/Línea                                                      |

## Lugares de interés
- Iglesia de Santiago Apóstol
- Ermita de Santiago Apóstol (Iglesia vieja) Actualmente se mantiene cerrada
- Ermita del Santo Hermano Pedro en el Hoyo, La Zarza (Ifonche)

Personajes Históricos
El chico  del Cabresto 